# لویس کلیل
لویس کلیل (انگلیسی: Lewis Cleale؛ زادهٔ ۸ اوت ۱۹۶۷) خواننده، و بازیگر اهل ایالات متحده آمریکا است.